# I. e. 19
Évszázadok: i. e. 2. század – i. e. 1. század – 1. század
Évtizedek: i. e. 60-as évek – i. e. 50-es évek – i. e. 40-es évek – i. e. 30-as évek – i. e. 20-as évek – i. e. 10-es évek – i. e. 1-es évek – 1-es évek – 10-es évek – 20-as évek – 30-as évek
Évek: i. e. 24 – i. e. 23 – i. e. 22 – i. e. 21 –  i. e. 20 – i. e. 19 – i. e. 18 – i. e. 17 – i. e. 16 – i. e. 15 – i. e. 14

## Események

### Római Birodalom
- Caius Sentius Saturninust választják egyedüli consulnak. Augustus császár valószínűleg magának tartotta fenn a másik helyet, de nyár végén Quintus Lucretius Vespillo tölti be a tisztséget. Saturninus ezután lemond, helyettese Marcus Vinicius.
- Októberben Augustus visszatér keleti körútjáról. A szenátus általános consuli jogkört szavaz meg a számára, mindig hordhatja a consuli jelvényeket és a szenátusban a consulok között ülhet.
- Marcus Vipsanius Agrippa befejezi az egy évtizede húzódó cantabriai háborút. A cantabrusok és asturok közül sokan inkább öngyilkosok lesznek, minthogy megadják magukat.
- Lucius Cornelius Balbus diadalmenetet tarthat a lybiai garamantokon aratott győzelméért. Balbus a garamantok fővárosának elfoglalása után átkelt a Szaharán és felfedezte a Niger folyót. Ő volt az első római, aki elérte a szubszaharai Afrikát.
- Augustus unokahúga, Antonia (Marcus Antonius lánya) feleségül megy Nero Claudius Drusushoz.
- Elkészül az Agrippa által építtetett Aqua Virgo vízvezeték.

### Korea
- Meghal Tongmjong kogurjói király. Utóda fia, Juri.

## Születések
- Vipsania Iulia, Agrippa lánya, Augustus unokája

## Halálozások
- Vergilius, római költő.
- Albius Tibullus, római költő.
- Tongmjong kogurjói király

## Fordítás
- Ez a szócikk részben vagy egészben  a(z)   19 av. J.-C. című francia Wikipédia-szócikk ezen változatának fordításán alapul.  Az eredeti cikk szerkesztőit annak laptörténete sorolja fel. Ez a jelzés csupán a megfogalmazás eredetét és a szerzői jogokat jelzi, nem szolgál a cikkben szereplő információk forrásmegjelöléseként.